# Oberreichenbach (Baden-Württemberg)
Oberreichenbach è un comune tedesco di 2 880 abitanti, situato nel land del Baden-Württemberg.